# Campo Belo do Sul
Campo Belo do Sul is een gemeente in de Braziliaanse deelstaat Santa Catarina. De gemeente telt 8.212 inwoners (schatting 2009).